# Faux virus jdbgmgr.exe
 (avril 2015).
Le faux virus jdbgmgr.exe est un canular informatique ayant circulé par email en 2002 qui demandait aux internautes disposant de Windows de supprimer immédiatement le fichier jdbgmgr.exe censé être un dangereux virus. L'icône du fichier ressemble à un ourson (The Microsoft Bear, une mascotte de Windows 3.1).
Il s'agit en réalité d'un fichier tout à fait valide de Windows appelé Debugger Registrar for Java (aussi connu sous le nom Java Debug Manager, ou jdbgmgr)
Cette alerte fut démentie par Microsoft  qui expliqua même comment restaurer le fichier. Il est à noter que ce fichier n'était en réalité utilisé que par les développeurs Microsoft Visual J++ 1.1. Microsoft précise d'ailleurs qu'il est pas nécessaire de restaurer le fichier à moins de développer des programmes Java sur Windows XP, Windows NT 4.0, Windows 98 Deuxième Édition, Windows 98 ou Windows 95.